# Aldealcardo
Aldealcardo es una localidad deshabitada de la provincia de Soria, partido judicial de Soria,  Comunidad Autónoma de Castilla y León, España. Pueblo de la comarca de  Tierras Altas que pertenece al municipio de Villar del Río.
Para la administración eclesiástica de la Iglesia católica, forma parte de la Diócesis de Osma la cual, a su vez, pertenece a la Archidiócesis de Burgos.

## Comunicaciones
Localidad situada en la carretera autonómica SO-360 entre Villar del Río y San Pedro Manrique, en un desvío y un kilómetro de pista forestal sin asfaltar.

## Despoblado
Aldealcardo se despobló a principios de los años 70.

## Patrimonio
- Iglesia de San Clemente en ruinas.
- A dos kilómetros se encuentra La fuente de Ontálvaro, en un antiguo poblado. La fuente da agua sulfurosa rica en diversas propiedades.